# Kinks Kinkdom
Kinks Kinkdom è un album discografico pubblicato negli Stati Uniti nel 1965 dalla band inglese The Kinks.
Venne pubblicato dalla Reprise Records il 24 novembre 1965 sia in formato mono che stereo simulato e raggiunse la posizione numero 47 nella classifica degli album di Billboard. L'album non aveva una versione equivalente al di fuori del mercato statunitense ma raccoglieva invece canzoni provenienti dall'EP britannico Kwyet Kinks, entrambi i brani del singolo See My Friends, i lati B di altri singoli della band, una traccia lasciata fuori da l'edizione americana dell'album del 1965 Kinda Kinks e una traccia precedentemente già pubblicata.  Tutte le sue canzoni furono registrate ai Pye e agli IBC Studios di Londra, tra il luglio  1964 e l'agosto 1965.  Fu l'ultimo album in studio pubblicato solo negli Stati Uniti dai Kinks; a partire da The Kink Kontroversy nel marzo  1966, Reprise pubblicò negli USA album identici alle versioni britanniche. 

## Tracce
1. A Well Respected Man
2. Such a Shame
3. Wait Till the Summer Comes Along
4. Naggin' Woman (Lazy Lester)
5. Never Met a Girl Like You Before
6. See My Friends
7. Who'll Be the Next in Line
8. Don't You Fret
9. I Need You
10. It's Alright
11. Louie Louie (Richard Berry)

## Formazione
- Ray Davies: voce, rhythm guitar; harmonica ("It's Alright"); piano ("Louie Louie"); chitarra acustica a 12 corde ("Wait Till the Summer Comes Along" e "See My Friends")
- Dave Davies: cori, lead guitar; doubled rhythm guitar ("I Need You"); voce ("Wait Till the Summer Comes Along" e "Naggin' Woman")
- Pete Quaife: cori, basso
- Mick Avory: batteria, tambourino ("It's Alright")